# Ногкау (Ирафский район)
Ногкау (дигор. Нæуæггъæу, ирон. Ногхъæу) — село в Ирафском районе Республики Северная Осетия-Алания. Входит в состав Гуларского сельского поселения.

## История
Топоним с осетинского языка означает дословно «новое село».

## География
Расположено в юго-западной части региона, в Дигорском ущелье, на левом берегу реки Урух, напротив центра сельского поселения — села Дзинага.

## Фамилии
В селе проживали фамилии ― Бекуровы, Гатаговы, Гацолаевы, Зекеевы, Кертановы, Соскиевы, Суменовы, Тетцоевы, Улуоновы, Хамикоевы.

## Население
| 2002 | 2010 | 2021 |
| ---- | ---- | ---- |
| 0    | →0   | ↗5   |

## Инфраструктура
Село находится в национальном парке «Алания».

## Транспорт
Относится к местностям с низкой транспортной освоенностью и ограниченными сроками транспортной доступности (Закон Республики Северная Осетия-Алания от 21.01.1999 № 3-з «О труднодоступных и отдаленных местностях Республики Северная Осетия-Алания»).
К селу идёт единственная дорога — от с. Дзинага.